# Fred Turner (professeur)
Pour les articles homonymes, voir Fred Turner et Turner.
Fred Turner, né le 4 avril 1961, est professeur associé en sciences de la communication et histoire des médias à l'université Stanford.

## Biographie
Après un B.A. en anglais et en littérature américaine à l'université Brown puis un M.A. en anglais et en littérature américaine à l'université Columbia, il obtient un Ph.D. en communication de l'université de Californie à San Diego.
De 1986 à 1998, il travaille comme journaliste pour le Boston Globe Sunday Magazine, The Boston Phoenix, Harper’s, Nature, ainsi que The Progressive et Pacific News Service.
À partir de 1987, il enseigne également à l'université du Nord-Est (pendant 5 ans), à l'université de Boston (pendant 1 an), à l'université Harvard (au sein de la John F. Kennedy School of Government, pendant 11 ans) et au Massachusetts Institute of Technology (MIT, au sein de la Sloan School of Management, pendant 13 ans). Puis en 2003 il déménage en Californie et enseigne l'histoire des médias à l'université Stanford.

## Œuvre
L'ouvrage de Fred Turner le plus connu en France est Aux sources de l'utopie numérique. De la contre culture à la cyberculture : Stewart Brand, un homme d'influence (From Counterculture to Cyberculture. Stewart Brand, the Whole Earth network, and the Rise of Digital Utopianism), publié en 2006. Turner y expose la thèse selon laquelle les idées de la contre-culture hippie apparues dans les années 1960 aux États-Unis ont eu une influence majeure dans le développement des nouvelles technologies,.
Cette idéologie bien particulière s'est cristallisée dans la Silicon Valley, dont l'esprit propre est selon lui la combinaison de trois facteurs : la contre-culture hippie, l'industrie militaire (dont le cœur a longtemps été implanté dans cette région) et le puritanisme américain, qui fait que les élus ont pris la forme des entrepreneurs audacieux. Il s'agit de trois utopies désormais réunies par la foi en la technologie, la cyberculture. La Silicon Valley, qui veut convertir la planète entière à son mode de vie, est habitée par la croyance que l'amélioration du monde est affaire de réseaux et de technologies.

### Publications

#### en anglais
- (en) Echoes of Combat : The Vietnam War in American Memory, Doubleday, 1996, 276 p. (ISBN 978-0-385-47563-1) -- 2e édition, Echoes of Combat : Trauma, Memory, and the Vietnam War, Univ Of Minnesota Press, 2001, 296 p. (ISBN 978-0-8166-3549-8)
- (en) Fred Turner, From Counterculture to Cyberculture : Stewart Brand, the Whole Earth Network, and the Rise of Digital Utopianism, Chicago, University of Chicago Press, 2006, 354 p. (ISBN 978-0-226-81741-5, OCLC 838376250, BNF 41239524, LCCN 2005034149).
- (en) The Democratic Surround : Multimedia and American Liberalism from World War II to the Psychedelic Sixties, Chicago, Ill./London, University Of Chicago Press, 2013, 376 p. (ISBN 978-0-226-81746-0)

#### en français
- Aux sources de l'utopie numérique : De la contre culture à la cyberculture [« From Counterculture to Cyberculture: Stewart Brand, the Whole Earth Network, and the Rise of Digital Utopianism »] (trad. de l'anglais), Caen, C&F Éditions, 2013, 430 p. (ISBN 978-2-915825-10-7)
- Le cercle démocratique : le design multimédia, de la Seconde Guerre mondiale aux années psychédéliques, Caen, C&F Éditions, 2016, 384 p.
- PEPSI '70 : une multinationale à la rencontre de la contre-culture (trad. de l'anglais), Paris, B2, 2017, 101 p. (ISBN 978-2-36509-072-8)
- Fred Turner, Visages de la Silicon Valley, Caen, C&F Éditions, novembre 2018, 112 p. (ISBN 978-2-915825-86-2)
- L'usage de l'art : de Burning Man à Facebook, art, technologie et management dans la Silicon Valley, Caen, C&F Éditions, 2020, 144 p. (ISBN 978-2-37662-017-4)